# Attaque de la prison de Ciudad Juárez en 2023
L'attaque de la prison de Ciudad Juárez en 2023 est survenue le 1er janvier, lorsqu'un gang a tué 19 personnes lors de l'attaque d'une prison à Ciudad Juárez, dans le Chihuahua, au Mexique.

## Contexte
La guerre contre la drogue mexicaine a commencé en 2006. Ciudad Juárez est une grande ville de Chihuahua qui se trouve à côté de la frontière des États-Unis, en face d'El Paso au Texas. Les cartels de la drogue mexicains ont mené de nombreuses attaques à Juárez, dont une émeute (en) dans une prison en mars 2009, une attaque contre un centre de désintoxication (en) en septembre 2009 et un massacre (en) en janvier 2010. Le cartel de Juárez y a commis des meurtres en série (en).

## Attaque
Le 1er janvier 2023 à 7 heures du matin, un gang est arrivé dans plusieurs véhicules blindés à la prison d'État numéro 3 de Cereso à Juárez, où ils ont ouvert le feu sur les gardiens. Certains prisonniers se sont révoltés. Dix gardes, sept détenus et deux hommes armés ont été tués, 13 autres personnes ont été blessées et quatre ont été arrêtées. Au moins 30 détenus se sont évadés, dont le chef du gang Los Mexicles (en), Ernesto Piñón de la Cruz, qui était à l'origine d'une vague de meurtres en août 2022 connue sous le nom de "jeudi noir", au cours de laquelle 10 personnes ont été tuées.
Le 3 janvier, une fusillade entre des hommes armés et des enquêteurs de l'État qui chassaient les évadés a entraîné la mort de cinq hommes armés et de deux enquêteurs.

### Pertes
10 gardes sont tués :
| Nom                             | Sexe  |
| ------------------------------- | ----- |
| Manuel Rodriguez Soria          | Homme |
| Carlos Santiago Padilla Silva   | Homme |
| Abel Juárez Hernández           | Homme |
| Victor Hugo Rivera Meraz        | Homme |
| Carlos Ernesto Salinas Bañuelos | Homme |
| José Ausencio Pérez Puentes     | Homme |
| Jaime Arciniega Alvarado        | Homme |
| Guadalupe Gámez Galán           |       |
| Domingo Trejo Serrano           | Homme |
| Edgar Omar Hernández Garcia     | Homme |
| Omar Eduardo Posada Cárdenas    | Homme |
| Edgar Ramirez Ramirez           | Homme |